# نیکولا کوگلن
نیکولا کوگلن (به انگلیسی: Nicola Coughlan؛ زادهٔ ۹ ژانویهٔ ۱۹۸۷) بازیگر اهل جمهوری ایرلند است. وی از سال ۲۰۰۴ میلادی تاکنون مشغول فعالیت بوده‌است.
از جمله فیلم‌ها یا برنامه‌های تلویزیونی که وی در آن‌ها نقش داشته‌است، می‌توان به دختران دری، بریجرتون، باربی و درخت جادویی دوردست‌ها اشاره کرد.